# Митрофан Неделин
Митрофан Иванович Неделин е съветски военноначалник, главен маршал от артилерията от 8 май 1959 г., герой на Съветския съюз от 28 април 1945 г., член на КПСС от 1924 г.

## Биография
Участва в Гражданската война (1918 – 1920). Завършва военни курсове за усъвършенстване на командирския състав (1929 и 1934) и академични курсове за командния състав (1941). Взима участие като доброволец в Гражданската война в Испания на страната на републиканското правителство (1937 – 1939). През 1938 г. е командир на артилерийски полк, началник на артилерията в дивизия и командир на артилерийска бригада. Участва във Финската война (1939 – 1940).
Във Втората световна война участва като командир на артилерийска бригада, заместник-началник и началник на артилерията на армии на Южния и Северно-кавказкия фронтове, заместник-командващ артилерията на Северно-кавказкия фронт, командир на артилерийски корпус и командващ артилерията на Югозападния и 3 украински фронт. След войната е командващ Артилерията на Южната група войски, началник-щаб на Артилерията на Въоръжените сили и заместник военен министър по въоръжението. От март 1955 г. е заместник-министър на отбраната и от декември същата година е едновременно главнокомандващ на Ракетните войски със стратегическо предназначение.
Неделин е допринесъл много за ракетните войски в началния етап на космонавтиката, счита се за техен основател. На него е наречен Ростовският военен институт на Ракетните войски със специално предназначение в Ростов на Дон.
Загива на Байконур при изпитанието на ракетата „Р-16“ на 24 ноември 1960 г. След неуспешния старт започват анализ на аварията, включвайки различните системи, без да отделят горивото на ракетата в нарушение на противопожарните инструкции. При тези действия втората степен на ракетата се задейства, изгаря първата степен и предизвиква огромен пожар. Заедно с него загиват още 77 души. Трагедията е засекретена, като се съобщава за смъртта само на Неделин и то при самолетна катастрофа. Останките му са погребани в некропола на Кремълската стена на Червения площад в Москва.
|  | Тази страница частично или изцяло представлява превод на страницата „Митрофан Неделин“ в Уикипедия на руски. Оригиналният текст, както и този превод, са защитени от Лиценза „Криейтив Комънс – Признание – Споделяне на споделеното“, а за съдържание, създадено преди юни 2009 година – от Лиценза за свободна документация на ГНУ. Прегледайте историята на редакциите на оригиналната страница, както и на преводната страница, за да видите списъка на съавторите. ВАЖНО: Този шаблон се отнася единствено до авторските права върху съдържанието на статията. Добавянето му не отменя изискването да се посочват конкретни източници на твърденията, които да бъдат благонадеждни. |